# Estoril Challenger 1987
L'Estoril Challenger 1987 è stato un torneo di tennis facente parte della categoria ATP Challenger Series nell'ambito dell'ATP Challenger Series 1987. Il torneo si è giocato a Estoril in Portogallo dal 28 settembre al 4 ottobre 1987 su campi in terra rossa.

## Vincitori

### Singolare
Gilad Bloom ha battuto in finale  Mark Dickson con il punteggio di 7–6, 6–3

### Doppio
Barry Moir /  Gianluca Pozzi hanno battuto in finale  Gilad Bloom /  Nicklas Kroon con il punteggio di 6–4, 3–6, 7–6